# Altare Miroballo
L'altare Miroballo è un complesso scultoreo rinascimentale in marmo attribuito ad artisti vari di scuola lombarda databile all'ultimo quarto del Quattrocento e conservato nella chiesa di San Giovanni a Carbonara di Napoli.

## Storia
La committenza spetta probabilmente a Antonio Miroballo, presidente della regia Camera della Sommaria dal 1432 e vescovo di Lettere nel 1478. Il casato dei Miroballo era una delle più affermate famiglie nobiliari del Regno di Napoli già all'epoca di Giovanni, padre di Antonio, banchiere di successo del vicereame aragonese che aveva acquistato numerosi feudi nel circondario di Napoli, tra cui la stessa Lettere.
Non disponendo di alcuna assoluta certezza circa la titolarità del progetto del monumento marmoreo, studi sull'opera riconducono lo stile alla maniera lombarda di diverse mani, tra queste si ipotizzano con più convinzione Tommaso Malvito, Giovan Tommaso Malvito e Jacopo della Pila, mentre altre ipotesi inseriscono nell'elenco anche Pietro e Francesco da Milano. Si riconduce pertanto la datazione dell'esecuzione del monumento intorno alla fine del Quattrocento circa, mentre a secoli successivi risalgono alcune poche aggiunte decorative.

## Descrizione
Il grande monumento, dedicato a san Giovanni Battista, si divide in quattro scomparti frontali e presenta elementi decorativi anche nelle fasce esterne delle colonne laterali.
Alla base sono in tre riquadri bassorilievi raffiguranti, in quello centrale, il Cristo nel sepolcro tra la Vergine e San Giovanni Evangelista con ai lati due angeli, ed in quelli laterali Putti reggenti festoni di fiori.
Lo scomparto centrale è caratterizzato da tre nicchie frontali sulle quali sono collocate le sculture su San Giovanni Evangelista al centro, di Giovanni da Nola, quindi posteriore al monumento, circondato da una cornice di angeli, con ai lati in altre quattro nicchie, la Temperanza e la Fortezza rispettivamente immediatamente a sinistra e a destra, entrambe sulla parete frontale, mentre sulle fasce interne delle colonne portanti laterali del monumento, sono le altre due virtù della Giustizia (a sinistra) e Prudenza (a destra). Le nicchie sono decorate con fregi a motivi floreali che fungono da cornice delle stesse sculture.
Lo scomparto superiore, caratterizzato dalla lunetta a tutto sesto, mostra invece le scene in mezzorilievo della Madonna in trono col bambino al centro, con ai lati San Giovanni Battista e Antonio Miroballo a sinistra e San Giovanni Evangelista e la moglie del Miroballo a destra. L'intradosso dell'arco è invece decorato con teste d'angelo e fiori in rosoni ottagonali.
L'ultimo scomparto del monumento è caratterizzato al centro da un tondo sorretto da due angeli alati con un bassorilievo del Cristo benedicente, sopra al quale è la scultura del San Michele, mentre ai lati, sui vertici dei due pilastri laterali, sono le statue di San Pietro a sinistra e San Paolo a destra.
Le due colonne portanti del monumento, invece, sorrette alle basi da due leoni sopra i quali, in due riquadri, sono in bassorilievo due figure di angeli alati sorreggenti lo stemma dei Miroballo, a loro volta sono caratterizzate nella linea frontale da quattro figure di santi collocate in altrettante nicchie e da altre decorazioni lungo le linee laterali esterne, tutti elementi decorativi separati tra loro da fregi incorniciati in fasce marmoree che seguono la decorazione del resto dell'altare. Le statue frontali sono, nella colonna di sinistra, in basso il San Gregorio ed in alto il San Girolamo, in quella di destra invece il Sant'Agostino da Ippona nel primo ordine e Sant'Ambrogio nel secondo.
Lungo la fascia esterna della colonna di destra sono inoltre altre due sculture di santi nei due rispettivi ordini, con ai lati due scene in mezzorilievo in altrettanti riquadri: in basso è la statua di Santa Monica, con al lato la scena del Battesimo di Cristo, mentre in alto è il Sant'Antonio da Padova con accanto la scena della Decollazione di Battista. Lungo la fascia esterna del pilastro di sinistra, infine, è collocato quello che cronologicamente è l'ultimo elemento decorativo del monumento, il sepolcro di Antonio Miroballo pronipote del fondatore della cappella morto nel 1693. Il tondo con il piccolo busto in mezzorilievo del Miroballo così come la sottostante inscrizione commemorativa risale all'opera di Lorenzo Vaccaro.